# Anton Niklas Sundberg
Anton Niklas Sundberg (født 27. maj 1818 i Uddevalla, død 2. februar 1900 i Uppsala) var en svensk teolog, politiker og kirkemand.
Sundberg blev cand. theol. 1845 og virkede derefter en årrække som universitetslærer og præst i Lund. I 1864 blev han biskop i Karlstad og 1870 ærkebiskop og prokansler ved Uppsala Universitet. Både på kirkens, skolevæsenets, teologiens og politikkens område spillede Sundberg en stor rolle. Han værgede statskirken både over for de frikirkelige og over for de ikke-kirkelige.
1865-72 var han medlem af Rigsdagens Andet Kammer og i samme tidsrum formand for det, og efter 1876 var han medlem af Første Kammer. Et par gange opfordredes han til at overtage kirkeministerportefeuillen, og 1888 ønskede man ham endog til chef for et nyt ministerium, men disse anmodninger afslog han for bedre at kunne tjene kirken.
Blandt de talrige hædersbevisninger, som tildeltes ham, kan nævnes, at han 1879, ved Københavns Universitets jubelfest, blev æresdoktor i jurisprudens. Som efterfølger til Ludvig Manderström blev han 1874 medlem af det svenske Akademi. Af hans skrifter kan fremhæves Jakob Ulfsson (1877) og Om den kyrkliga bekännelsens vigt och betydelse (1880).